# Michael Patrick Carter
Michael Patrick Carter (Huntington Beach, 24 novembre 1981) è un attore statunitense.

## Riconoscimenti
- 1989: Nominato Young Artist Awards – Miglior giovane attore con meno di nove anni Paradise (1988)
- 1990: Nominato Young Artist Awards – Prestazioni eccezionali di un attore con meno di nove anni Paradise (1988)
- 1991: Nominato Young Artist Awards – Performance eccezionale di un giovane attore con meno di nove anni Paradise (1988)

## Filmografia

### Cinema
- La bambola assassina 3 (Child's Play 3), regia di Jack Bender (1991)
- Lezioni di anatomia (Milk Money), regia di Richard Benjamin (1994)
- La pecora nera (Black Sheep), regia di Penelope Spheeris (1996)

### Televisione
- Guess Who's Coming for Christmas?, regia di Paul Schneider (1990)
- Vittime innocenti (In the Shadows, Someone's Watching), regia di Richard Friedman (1993)

### Serie TV
- Paradise – serie TV, 56 episodi (1988-1991)
- In viaggio nel tempo (Quantum Leap) – serie TV, episodi 4x8 (1991)
- Legend – serie TV, episodi 1x6 (1995)